# Huawei Ascend P2
Huawei Ascend P2 è uno smartphone prodotto da Huawei. Presentato al Mobile World Congress tenutosi a febbraio 2012 a Barcellona, l'Ascend P2 di Huawei è il successore del Huawei Ascend P1 uscito nel 2012. In arrivo nel mese di giugno anche in Italia, usciva con a bordo Android 4.1 con l'interfaccia utente denominata Emotion di Huawei. Il suo successore è Huawei Ascend P6
Dotato di connessione 4G LTE per raggiungere una velocità di rete fino a 150 Mbit/s, è dotato di uno schermo HD da 4,7 pollici con un processore quad-core da 1,5 GHz. Lo spessore è paria a 8,4 mm.